# پولمن (فیلم)
پولمن یا استخرپاک‌کن (به انگلیسی: Poolman) فیلمی محصول سال ۲۰۲۳ و به کارگردانی کریس پاین است. در این فیلم بازیگرانی همچون کریس پاین، آنت بنینگ، دواندا وایز، استیون توبولوسکی، کلنسی براون، جان اورتیز، ری وایز، جولیت میل، آریانا دبوز، جنیفر جیسن لی و دنی دویتو ایفای نقش کرده‌اند.

## داستان
دارن بارنمن، کارگر خدمات استخر در لس‌آنجلس است که در مجتمع قدیمی آپارتمانی «تاهیتی تیکی» زندگی می‌کند؛ این مجتمع متعلق به جک و دایان است که همچون پدر و مادر با او رفتار می‌کنند. دارن، با الهام از ارین براکوویچ، طرفدار دوآتشهٔ لس‌آنجلس است و مدام به شوراهای محلی پیشنهادهایی برای بهبود شهر می‌دهد، اما این کار او مورد بی‌میلی و دلخوری عضو شورا، استیون تورونکوفسکی، قرار می‌گیرد.
نامزد دارن، یعنی سوزان، که از علاقهٔ او به مسائل اجتماعی خسته شده و از بی‌علاقگی‌اش به پیشرفت رابطه‌شان ناراضی است، به‌نرمی و بی‌سروصدا برای همیشه خداحافظی می‌کند و می‌رود. پس از آن، دارن همراه با جک و دایان برای ادامهٔ فیلم‌برداری مستندی دربارهٔ تلاش‌هایش برای اصلاح لس‌آنجلس بیرون می‌رود؛ اما این تلاش‌ها به جایی می‌رسد که تورونکوفسکی او را به زندان می‌اندازد.
زنی فریبنده به نام جون دل ری، توطئه‌ای در زمینهٔ املاک و آب را فاش می‌کند که رئیسش، یعنی تورونکوفسکی، در آن دست دارد و برای کشف آن به مهارت‌های کارآگاهی دارن نیاز دارد. او می‌گوید تورونکوفسکی فاسد است، رشوه می‌گیرد و با یک بسازبفروش در ارتباط است. دارن در ابتدا او را رد می‌کند و بعد نزد دایان به یک جلسهٔ روان‌درمانی می‌رود.
با وجود بی‌اعتمادی دایان، اما با پشتیبانی جک، دارن تصمیم می‌گیرد با جون ملاقات کند. او را در یک باشگاه گران‌قیمت پیدا می‌کند و با هم نوشیدنی می‌نوشند. جون توضیح می‌دهد که به سراغ دارن آمده چون نمی‌داند عمق این فساد چقدر است.
دارن از گروه عجیب‌وغریب دوستان و همسایگانش کمک می‌گیرد تا تورونکوفسکی را تعقیب کرده و از فساد او عکس بگیرد. در این میان، سوزان هم همراه با مردی به نام وین برمی‌گردد. دارن مشکوک می‌شود، ولی سوزان اصرار دارد که وین فقط در کلاس پیلاتس او بوده. پس از گرفتن عکس‌هایی از تورونکوفسکی، گروه برای غذا بیرون می‌روند. در آن‌جا، وین ناگهان اعتراف می‌کند که با سوزان رابطه داشته. دارن که شوکه شده، نگاه می‌کند که آن‌ها یکدیگر را می‌بوسند و به عشق‌شان اعتراف می‌کنند. دایان از قبل حدس زده بود، و جک هم باورش نمی‌شود.
دارن به افسردگی فرو می‌رود. چند روز بعد، جون پیدایش می‌شود و او را تشویق می‌کند که دوباره تحقیق را از سر بگیرد. دارن به او از جدا شدن از سوزان می‌گوید، پس جون او را می‌بوسد و می‌رود.
دارن به دیدار تئودور هالندایز می‌رود و در راه با یک کشاورز بادام به نام ویلیام ون پترسون روبه‌رو می‌شود. در اتاق کار، دارن با گذاشتن عکس‌ها سعی می‌کند هالندایز، غول املاک، را بترساند، اما او ادعا می‌کند که این عکس‌ها هیچ‌چیز مشکوکی را نشان نمی‌دهند.
بعد، دارن تورونکوفسکی را تعقیب می‌کند و او را در حال اجرای نمایشنامه‌ای در لباس زنانه با گروهی به سبک «دختران طلایی» می‌بیند. پشت صحنه، آن‌ها آشتی می‌کنند. تورونکوفسکی اشاره می‌کند که مقاله‌ای افشاگرانه علیه هالندایز در راه است، اما پیش از آن‌که توضیح بیشتری بدهد، با تفنگ صداخفه‌کنی کشته می‌شود. ضارب، اسلحه را به سمت دارن پرت می‌کند تا او را مقصر جلوه دهد و دارن مجبور به فرار می‌شود.
دارن به خانهٔ جون می‌رود و با عصبانیت به او می‌گوید که ناخودآگاهش فهمیده او دروغ‌گوست و با ون پترسون در ارتباط است. جون در واقع دختر نامشروع اوست. سپس دارن را می‌بوسد، عذرخواهی می‌کند و می‌رود. دارن تابلویی نقاشی‌شده از جون و کشاورز بادام پیدا می‌کند با عنوان «آقا و خانم آینده…» و سریع راهی عمارت آن‌ها می‌شود.
او در لحظه‌ای حساس مانع از خفه شدن همسر ثروتمند ون پترسون می‌شود. پیش از آن‌که ون پترسون بتواند هر دو آن‌ها را بکشد، وین ظاهر می‌شود که مأمور اف‌بی‌آی است. او و تیمش ون پترسون و جون را دستگیر می‌کنند، آب دوباره به شهر بازمی‌گردد و دارن با رضایت خاطر به شغل استخرپاک‌کنی بازمی‌گردد.